# يوجين تايلور
يوجين تايلور (بالإنجليزية: Eugene Taylor)‏ هو عالم نفس أمريكي، ولد في 1946، وتوفي في 30 يناير 2013.